# Gilena
Gilena – gmina w Hiszpanii, w prowincji Sewilla, w Andaluzji, o powierzchni 50,97 km². W 2011 roku gmina liczyła 3919 mieszkańców.
Kościół Niepokalanego Poczęcia Najświętszej Marii Panny jest jedynym w mieście i został zbudowany około 1620 r. na zamówienie Marquesado de Estepa.